# Вакаєкум (округ, Вашингтон)
Шаблон:StateAbbr_ 46°17′ пн. ш. 123°26′ зх. д. / 46.29° пн. ш. 123.43° зх. д.
Округ  Вакаєкум (англ. Wahkiakum County) — округ (графство) у штаті Вашингтон, США. Ідентифікатор округу 53069.

## Історія
Округ утворений 1854 року.

## Демографія
За даними перепису 2000 року загальне населення округу становило 3824 осіб, усе сільське. Серед мешканців округу чоловіків було 1913, а жінок — 1911. В окрузі було 1553 домогосподарства, 1109 родин, які мешкали в 1792 будинках. Середній розмір родини становив 2,83.
Віковий розподіл населення поданий у таблиці:
| Стать    | До 15 років | 15-21 | 22-29 | 30-39 | 40-49 | 50-65 | 65-85 | Понад 85 |
| -------- | ----------- | ----- | ----- | ----- | ----- | ----- | ----- | -------- |
| Чоловіки | 363         | 173   | 107   | 216   | 284   | 440   | 316   | 14       |
| Жінки    | 337         | 151   | 105   | 230   | 274   | 438   | 320   | 56       |

## Суміжні округи
- Льюїс — північ/північний схід
- Коуліц — схід/південний схід
- Колумбія, Орегон — південь/південний схід
- Клетсоп, Орегон — південь/південний захід
- Пасифік — північний захід

## Виноски
1. ↑  https://www.co.wahkiakum.wa.us/389/Wahkiakum-County
2. ↑  U.S. Decennial Census. United States Census Bureau. Архів оригіналу за 19 липня 2018. Процитовано 8 січня 2014.
3. ↑  Historical Census Browser. University of Virginia Library. Архів оригіналу за 11 серпня 2012. Процитовано 8 січня 2014.
4. ↑  Population of Counties by Decennial Census: 1900 to 1990. United States Census Bureau. Архів оригіналу за 2 лютого 2019. Процитовано 8 січня 2014.
5. ↑  Census 2000 PHC-T-4. Ranking Tables for Counties: 1990 and 2000 (PDF). United States Census Bureau. Архів оригіналу (PDF) за 18 грудня 2014. Процитовано 8 січня 2014.
6. ↑  State & County QuickFacts. United States Census Bureau. Архів оригіналу за 9 січня 2014. Процитовано 8 січня 2014.(англ.) Наведено за англійською вікіпедією.
7. ↑  American FactFinder. Бюро перепису населення США. Архів оригіналу за 26 лютого 2012. Процитовано 31 січня 2008.

| США | Це незавершена стаття з географії США. Ви можете допомогти проєкту, виправивши або дописавши її. |